# Libertador (Monagas)
Libertador è un comune del Venezuela situato nello Stato del Monagas.
Il capoluogo del comune è la città di Temblador.